# لوفتهانزا رحلة 181

مسار الرحلة

عملية لاندس هوت ؛ عملية لوفتهانزا رحلة 181  وهي عملية خطف طائرة لاندسهوت ألمانية نفذها أربع فلسطينيين في 13 أكتوبر/تشرين الأول من عام 1977؛ وهي طائرة تابعة لشركة لوفتهانزا من طراز بوينغ 737 وهي الرحلة رقم 181 وعلى متنها 87 راكبا. وقيل أن العملية من تخطيط القيادي الفلسطيني وديع حداد من الجبهة الشعبية لتحرير فلسطين.
كان المراد من هذه العملية مساندة منظمة الجيش الأحمر الألماني (بادر ماينهوف) وتصعيد الضغط على الحكومة الألمانية من خلال التهديد بقتل جميع الركاب ما لم يطلق سراح سجناء شتامهايمر. اتجهت الرحلة عبر مطار لارنكا إلى مطار البحرين ثم إلى مطار دبي ومنها إلى عدن حيث قتل ربان الطائرة. بعدها اتجهوا إلى مقديشو في الصومال بقيادة الطيار المساعد! هناك تمكنت مجموعة من القوات الألمانية الخاصة "GSG 9" من تحرير الرهائن في مدينة مقديشو في ليلة الثامن عشر من الشهر المذكور بعد قتل ثلاثة من منفذي العملية والقبض على الرابع وهو امرأة.
المجموعة الفلسطينية التي قادت العملية هم:
1. زهير عكاشة قائد المجموعة
2. نبيل حربي
3. نادية دعيبس
4. سهيلة أندراوس وهي التي قبض عليها بعد انتهاء العملية.

جاء الخبر عبر متحدث في وزارة الداخلية الألمانية ليعلن نجاح العملية وتحرير 86 راكبا من قبضة المختطفين.
مساء اليوم نفسه وبعد سماع الخبر أشيع انتحار بعض أعضاء المنظمة بمسدسات أدخلت زنازينهم رغم شدة الحراسة والمراقبة. وفي اليوم التالي وجدت جثة شلاير هامدة داخل سيارة.

## مزيد من القراءة
- McNab, Chris. Storming Flight 181 – GSG 9 and the Mogadishu Hijack 1977 Osprey Raid Series No. 19; Osprey Publishing, 2011. (ردمك 978-1-84908-376-8).
- Davies, Barry. Fire Magic – Hijack at Mogadishu Bloomsbury Publishing, 1994. (ردمك 978-0-7475-1921-8).
- Blumenau, Bernhard. The United Nations and Terrorism. Germany, Multilateralism, and Antiterrorism Efforts in the 1970s Palgrave Macmillan, 2014, ch. 2. (ردمك 978-1-137-39196-4).

## روابط خارجية
- Mogadischu نسخة محفوظة 13 يونيو 2009 على موقع واي باك مشين. at the قاعدة بيانات الأفلام على الإنترنت
- Documentary about the GSG9
- "Log of the 'Landshut' Hijacking". Spiegel Online (بالألمانية). Archived from the original on 2019-03-17.